# 栃木カントリークラブ
栃木カントリークラブ（とちぎカントリークラブ）は、栃木県栃木市にあるゴルフ場である。

## 概要
栃木県内のゴルフ場は、戦前に開場した「那須ゴルフ倶楽部」（1936年（昭和11年）開場、設計・井上誠一、藤田欽哉）だけだったが、1955年（昭和30年）に「日光カンツリー倶楽部」（設計・井上誠一）が開場、戦後の第一次新設ブームが始まった。1957年（昭和32年）、大正海上火災保険株式会社（現・三井住友海上火災保険株式会社）社長の山根春衛（後・栃木カントリークラブ初代理事長）は、「東雲ゴルフ場」（1952年（昭和27年）開場、設計・井上誠一）の常務理事である川上嘉市とゴルフ場の用地を探しに、栃木市の太平山神社の裏参道地区を探していた。
1957年（昭和32年）春、栃木市議会において大平山開発による観光政策の一環としてゴルフ場の誘致が決議され、山根らに接触してきた。同年、新たなゴルフ場の建設に向けての経営母体「栃木観光開発株式会社」を設立し、社長に石村幸一郎が就任した。ゴルフ場の建設用地は、大平山神社の表参道を下がった隣接の太平山県立自然公園地区の20万坪の土地である。
1959年（昭和34年）2月8日、コース設計を富澤誠造と日本緑化土木株式会社の設計担当者・小林英年に依頼し、造成工事を着工した。日本緑化土木は、東雲ゴルフ場が開設時、造成工事を行った安達建設の一部の社員が分離独立した会社で、川上嘉市が在職していた。造成工事は、地形に変化があったが18ホールの大部分が公園内だったため機械化工事で順調に進んだ。文字通りのパークランドコースである。
同年11月3日、造成工事が完成し、18ホール、パー72、6,273ヤード規模のコースが開場された。開場後、山根は「地積から見てチャンピオンコースは無理、大衆が楽しめるコースを目指した」といった。プレーヤーからは「地形の変化によって、各ホール違う顔をして面白い」との評価だった。その後、1968年（昭和43年）、増設の西コース9ホールが完成し、合計27ホール規模のコースが完成した。

## 所在地
〒328-0063 栃木県栃木市岩出町616番地

## コース情報
- 開場日 - 1959年11月3日
- 設計者 - 富澤 誠造、小林 英年
- 面積 - 1,050,000m2（約31.7万坪）
- コースタイプ - 丘陵コース
- コース - 27ホールズ、パー108、9,414ヤード、コースレート、西・中コース70.3、中・東コース69.5、東・西コース70.3
- フェアウェー - コウライ
- ラフ - ノシバ
- グリーン - 2グリーン、コウライ、ベント
- ハザード ^ バンカー76、池が絡むホール2
- ラウンドスタイル - 乗用カート（セルフ・キャディ付）、1組4人が原則、状況によりツーサム可
- 練習場 - 10打席120ヤード
- 休場日 -毎週火曜日、4月～5月、10月～11月無休[2][3]

## ギャラリー
- コース - 「栃木カントリークラブ」、コース紹介、2021年5月9日閲覧
- ハウス - 「栃木カントリークラブ」、施設案内、2021年5月9日閲覧

## 交通アクセス
鉄道
- 両毛線（ JR東日本） - 栃木駅より タクシー利用約12分
- 東武日光線 - 栃木駅より タクシー利用約12分[4]

道路
- 東北自動車道 - 栃木ICより 5Km 約8分
- 東北自動車道 - 佐野藤岡ICより 17Km 約30分[4]

## 関連文献
- 『ゴルフ場ガイド 東版』、2006-2007、「栃木カントリークラブ」、東京 ゴルフダイジェスト社、2006年5月、2021年5月9日閲覧
- 『美しい日本のゴルフコース BEAUTIFUL GOLF CULTURE IN JAPAN 日本のゴルフ110年記念 ゴルフは日本の新しい伝統文化である』、ゴルフダイジェスト社「美しい日本のゴルフコース」編纂委員会編、「栃木市議会で大平山開発業としてゴルフ場誘致が決議された」、東京 ゴルフダイジェスト社、2013年12月、2021年5月9日閲覧